# Мендзыржеки
Мендзыржеки (пол. Międzyrzeki) — охраняемая лесная зона в Розточаньском национальном парке, юго-восточная Польша. Расположена в Люблинском воеводстве, Замойском повете, на территории гмины Звежинец. Находится к северу от деревни Майдан-Каштеляньски. Территория охраняемой зоны Мендзыржеки составляет 103,94 га (1,03 км2).
Территория зоны покрыта девственным лесом, видовой состав и структура которого не изменились в результате деятельности человека. Под охраной находятся болотный лес, верховое болото и смешанный дубово-сосновый бор с буком.
Район недоступен для туристов — по нему не проходят туристические маршруты или природные тропы.